# فضيحة النفط مقابل القمح
تشير فضيحة النفط مقابل القمح لشركة AWB (المعروفة أيضًا باسم فضيحة AWB ) إلى دفع رشاوى لنظام الرئيس العراقي صدام حسين في انتهاك لبرنامج الأمم المتحدة الإنساني النفط مقابل الغذاء. شركة AWB المحدودة هي منظمة تسويق حبوب رئيسية مقرها أستراليا. خلال معظم القرن العشرين وأوائل القرن الحادي والعشرين، كانت كيانًا حكوميًا أستراليًا يدير نظام المكتب الواحد على القمح الأسترالي، مما يعني أنها كانت تتمتع بالقدرة الوحيدة على تصدير القمح الأسترالي، والذي دفعت مقابله سعرًا واحدًا ثابتًا. في منتصف العقد الأول من القرن الحادي والعشرين، تبين أنها كانت تدفع، من خلال وسطاء، رشاوى لنظام صدام حسين، مقابل عقود قمح مربحة. كان هذا يتناقض بشكل مباشر مع عقوبات الأمم المتحدة والقانون الأسترالي.
سلمت شركة AWB 90% من سوق القمح العراقي قبل التشكيك في ممارساتها عام 2005. وجد محقق الأمم المتحدة بول فولكر أن مجلس القمح الأسترالي، وبعد ذلك شركة AWB المحدودة، لم يكونا المصدر الوحيد، بل كانا بالتأكيد المصدر الأكبر للرشاوى للنظام العراقي. كما أطلقت الحكومة الأسترالية لجنة ملكية أوصت ببدء إجراءات جنائية ضد 12 شخصًا. في النهاية، أسقطت الشرطة الفيدرالية الأسترالية التهم الجنائية. ومع ذلك، نجحت العديد من القضايا المدنية الأسترالية. منذ اكتشاف المدفوعات، خضعت شركة AWB المحدودة لإعادة هيكلة كبيرة، وفقدت احتكارها لتوريد صادرات القمح الأسترالي، وعينت إدارة جديدة تمامًا. ومع ذلك، لا تزال ربحيتها تعاني.
ورغم أن شركة النفط الأسترالية، وبالتالي الحكومة الأسترالية، لم تكونا الكيانين الوحيدين المتورطين في فضيحة النفط مقابل الغذاء، فإن هذا الحدث اكتسب مكانة في الوعي السياسي الأسترالي.

## خلفية

### شركة ايه دبليو بي المحدودة
كان مجلس القمح الأسترالي هيئة قانونية تأسست عام 1939.  كانت شركة AWB Limited هي الشركة التي نتجت عن خصخصتها عام 1999. وقد اجتاحت فضيحة الرشاوى كلا الهيئتين. وتمتع مجلس القمح الأسترالي وشركة AWB Limited باحتكار بيع صادرات القمح الأسترالي.  وقد حقق ذلك من خلال استخدام نظام الاحتكار (المشتري الوحيد) داخل أستراليا، حيث لم يتمكن مزارعو القمح من بيع قمحهم إلا لكيان واحد (يشار إليه باسم مكتب واحد). وكان الهدف من ذلك منع المزارعين من خفض أسعار بعضهم البعض، وبالتالي ضمان أعلى سعر للقمح الأسترالي. وقد باعت شركة AWB القمح للعراق منذ عام 1948، وكانت أكبر مورد منفرد للسلع الإنسانية إلى الأمة خلال برنامج النفط مقابل الغذاء. 

### برنامج النفط مقابل الغذاء
في أعقاب الغزو العراقي للكويت عام 1990، فرضت الأمم المتحدة حظرًا ماليًا وتجاريًا على العراق. كان الهدف من ذلك إضعاف الاقتصاد العراقي حتى لا يتمكن صدام من حيازة أسلحة لحروب أخرى. منع قرار مجلس الأمن رقم 661 جميع الدول ومواطنيها من تقديم الأموال للعراق. كانت هذه العقوبات فعالة على نطاق واسع، مما أدى إلى نقص في الغذاء وإدانة دولية مع اتضاح الأزمة الإنسانية. 
ردًا على ذلك، بدأ برنامج النفط مقابل الغذاء. سمح هذا البرنامج للعراق ببيع نفطه إلى بقية العالم، شريطة إيداع عائداته في حساب مصرفي للأمم المتحدة. ثم استخدم النظام هذه الأموال، تحت إشراف الأمم المتحدة، لشراء قائمة محددة من الإمدادات الإنسانية. 

## نظام عمولات AWB

### مخططات النقل
تأسست شركة علياء عام 1994 كشركة نقل مسجلة في الأردن، بهدف تجديد السفن العراقية العالقة قبالة سواحل الأردن للاستخدام التجاري. كانت نسبة 51% من الملكية مملوكة لمواطن أردني، والذي احتفظ بها نيابة عن شريك عراقي مقرب، وكانت الحصتين المتبقيتين مملوكة لموظفين معينين من وزارة النقل العراقية.  في عام 1999، رتبت وزارة النقل لشركة علياء أن تبدأ النقل الداخلي للبضائع الواصلة إلى أم قصر، الميناء الوحيد في العراق.  كان من المقرر أن تتلقى شركة علياء عمولة على تكلفة هذه البضائع، والتي تدفعها في البداية الشركة التي تجلب البضائع إلى العراق، ثم تضاف إلى الفاتورة الإجمالية للحكومة العراقية.  أعلنوا عن هذا الترتيب الجديد من خلال عملية المناقصة المعتادة لديهم.  بموجب نظام العقوبات، مُنعت الأطراف الثالثة من التعامل مع حكومة العراق ما لم يكن لديها موافقة مجلس الأمن. ومن خلال جعل الطرف المصدر للسلع (أي المورد الإنساني) هو الذي يدفع لشركة علياء، تمكنت الحكومة العراقية من إخفاء هذا الأمر. 
قبل عام ١٩٩٩، كانت شركة AWB مسؤولة فقط عن شحن القمح حتى ميناء الدخول في العراق. ومع ذلك، في يوليو ١٩٩٩، أبرمت عقدًا جديدًا مع الحكومة العراقية، فوضتها بموجبه، من خلال شركة علياء، بنقل القمح إلى نقاط في جميع أنحاء العراق. أبلغت AWB لجنة التحقيق التابعة للأمم المتحدة أن الحكومة العراقية اقترحت ذلك.  ونظرًا لأن النقل البري كان في الواقع من قِبل موظفي الحكومة، فقد وُصف ذلك في تقرير الأمم المتحدة بأنه "يُعادل دفعات لحكومة العراق مقابل... تقديم خدمات النقل البري".  ولم تُفصح AWB للأمم المتحدة عن اتفاقياتها مع الحكومة العراقية، بل ذكرت أنها دفعت تكاليف تفريغ لـ"وكلاء بحريين" لم تُسمّهم، تصل إلى ١٢ دولارًا للطن . 
كانت التكلفة الأولية لعقود النقل هذه في عام 1999 تتراوح بين 10 إلى 12 دولارًا للطن. ارتفعت هذه الأسعار بنسبة تصل إلى 50٪ في العام التالي، ثم زادت من عام 2001 حتى الفترة التي سبقت الغزو إلى ما بين 45 و56 دولارًا للطن.  وقد عُرضت هذه الزيادات دون أي تفسير،  وكانت تتجاوز بكثير ما يمكن اعتباره رسوم نقل معقولة في العراق.  وعندما أجرت لجنة التحقيق التابعة للأمم المتحدة مقابلة مع وزير التجارة العراقي السابق، قال إن هذه الرسوم أُضيفت بعد ذلك إلى العقد الأصلي من خلال رسوم خدمات ما بعد البيع،  مما يجعلها محايدة للإيرادات لشركة AWB.  ولم يتبق سوى جزء صغير من الرسوم في أيدي السائقين وشركة علياء، بينما أُعيدت الأغلبية إلى الحكومة العراقية.  ونظرًا لأن هذه الرسوم أضيفت إلى سعر القمح، فقد كان لهذا الترتيب تأثير تحويل عائدات النفط من استخدامها في الاستهلاك الإنساني إلى وضعها في شكل عملة في أيدي أعضاء الحكومة العراقية.  كتب ديفيد مار وماريون ويلكونسون، وكلاهما صحفيان في صحيفة سيدني مورنينج هيرالد ، أن "جمال الفضيحة من وجهة نظر مجلس الأمن الغذائي الأسترالي يكمن في أن مزارعي القمح الأستراليين لم يدفعوا سنتًا واحدًا. كانت الأموال كلها تأتي من حساب الضمان التابع للأمم المتحدة". 
خلص تحقيق الأمم المتحدة إلى أن شركة AWB دفعت أكثر من 221.7 مليون دولار أمريكي كتكاليف نقل داخلي. ويمثل هذا المبلغ أكثر من 14% من الأموال غير المشروعة التي حصلت عليها الحكومة العراقية من خلال مخططات الرشوة خلال هذه الفترة. 

### مستوى المعرفة
لم يُعنَ التحقيق الأولي للأمم المتحدة إلا جزئيًا بشركة AWB، ولم يتمكن من التوصل إلى استنتاج قاطع بشأن ما إذا كانت الشركة على علم بانتهاكها للعقوبات. أما التحقيق الأسترالي اللاحق في قضية كول، فكان أقل تساهلًا بكثير.
أبلغت شركة AWB تحقيق الأمم المتحدة بأنها تعتقد أن الرسوم التي تدفعها لشركة Alia هي رسوم نقل حقيقية، وأنها لم تكن على علم بارتباط ملكيتها وعملياتها بالحكومة العراقية، ولا بدفعها رشاوى للنظام. كما قدمت مراسلات بينها وبين وزارة الخارجية والتجارة الأسترالية، أفادت فيها الوزارة بأنها لا ترى "أي مبرر قانوني دولي" يمنع AWB من إبرام اتفاقية تجارية مع شركة أردنية. 
أخبر مالك شركة علياء لجنة تحقيق الأمم المتحدة أنه يعتقد أن شركة AWB كانت تعلم أن شركته لا تقدم خدمات نقل فعلية، لكنه لم يتحدث مع AWB بشأن الأمر. وصرح عثمان العبسي، المدير العام لشركة علياء، بأن AWB كانت مهتمة للغاية بقدرة شركته على نقل القمح، وسأل الحكومة الأردنية عما إذا كانت شركة علياء شركة نقل حقيقية. وفي وقت لاحق، قال العبسي للجنة تحقيق كول: "لا أتذكر أن أي شخص من AWB سألني عن مالك أو مسيطر على شركة علياء، أو ما إذا كانت لها صلات بوزارة النقل. ومع ذلك، كانت ملكية علياء معلومة للجميع ولم تكن مخفية."  ويتفق العبسي ومالك شركة علياء على أنهما لم يكشفا قط لشركة AWB عن ملكية الحكومة العراقية الجزئية لشركة علياء. خلص التحقيق إلى أنه لا يمكن الجزم بأن شركة AWB كانت على علم بالاتفاق الذي أبرمته مع الحكومة العراقية، إلا أن العديد من الأدلة الظرفية (اقتراح الحكومة العراقية لشركة Alia، والارتفاع الحاد في أسعارها، ومعرفة أن الحكومة العراقية هي التي تحدد الأسعار، ونقص التفاصيل اللوجستية التي قدمتها Alia، وصياغة غريبة في الفاكسات التي تلقتها AWB) جعلتها تشك في الأمر. واعترف ممثلو AWB في اجتماع مع محققي الأمم المتحدة بأنه "من غير المؤكد" ما إذا كان ينبغي للإدارة العليا أن تكون على علم بالرشاوى. 
تناولت لجنة تحقيق كول بمزيد من التفصيل انتهاكات شركة AWB. وأبلغ مارك إيمونز، مدير عمليات AWB في الشرق الأوسط، اللجنة أنه ودومينيك هوغان من مكتب AWB في القاهرة، في أول اجتماع طُرح فيه احتمال إبرام ترتيبات معينة عام ١٩٩٩، "كانا يعلمان أن ما يطلبه العراق خارج نطاق العقوبات".  علاوة على ذلك، وجدت اللجنة أن AWB حاولت التستر على المدفوعات لشركة Alia والنأي بنفسها عنها، مستخدمةً أطرافًا مقابلة ووسطاء لإيصال الأموال إلى Alia، التي قامت بدورها بتحويلها إلى النظام. وينص التقرير النهائي على أنه "لم يكن هناك أساس منطقي لتقديم هذه المدفوعات... على حساب AWB، باستثناء إخفاء قيام AWB بدفع مدفوعات لشركة Alia". 
بموجب التشريع الأسترالي، مُنعت جميع الشحنات إلى العراق ما لم يقتنع وزير الخارجية (الذي كان آنذاك ألكسندر داونر ) بأن السماح بالتصدير لن يُخل بالالتزامات الدولية لأستراليا.  ولم يُعلق تحقيق الأمم المتحدة على ما إذا كان ينبغي للحكومة الأسترالية أن تعلم بتصرفات شركة AWB. علمت الحكومة، من خلال وزارة الخارجية والتجارة، أن شركة AWB قد أبرمت اتفاقية مع شركة Alia. وخلص تحقيق كول، في "أدلة سرية"، إلى أن ملكية شركة Alia كانت معروفة منذ عام 1998 في وزارات الخارجية والدفاع ورئيس الوزراء ومجلس الوزراء، كما أشار تقرير استخباراتي من "وكالة أجنبية". 

## اكتشاف انتهاكات القانون الأسترالي والدولي
وقع الغزو في 20 مارس/آذار. وبحلول الأول من مايو/أيار، هُزمت حكومة صدام حسين، على الرغم من استمرار المقاومة والتمرد ضد الاحتلال العسكري.
في عام 2004، نشرت صحيفة المدى العراقية قائمة بأسماء 270 شخصاً وكياناً حصلوا على قسائم نفطية مقابل مساعدة صدام حسين.  وزعم التقرير وجود انتهاك واضح لاتفاقيات برنامج النفط مقابل الغذاء الذي تم إنشاؤه قبل أربعة عشر عاماً وينتهي في العام السابق.

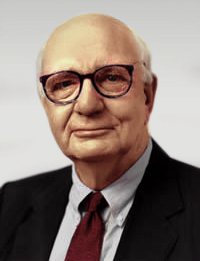
بول فولكر، رئيس بنك الاحتياطي الفيدرالي الأمريكي السابق، قاد التحقيق المستقل للأمم المتحدة

ردًا على ذلك، أطلقت الأمم المتحدة تحقيقًا مستقلًا في البرنامج، برئاسة بول فولكر، الرئيس السابق لمجلس الاحتياطي الفيدرالي الأمريكي . وكانت شروط التحقيق "جمع وفحص المعلومات المتعلقة بإدارة برنامج النفط مقابل الغذاء... بما في ذلك الكيانات التي أبرمت عقودًا مع الأمم المتحدة أو مع العراق بموجب البرنامج". 
صدر التقرير النهائي في 27 أكتوبر/تشرين الأول 2005. واتهم التقرير ما يقرب من نصف الشركات العاملة في العراق خلال فترة برنامج النفط مقابل الغذاء بدفع عمولات أو رسوم إضافية غير قانونية لتأمين أعمال عراقية.  وفي إشارة خاصة إلى شركة AWB، ذكر التقرير أنه "لا شك يُذكر في أن AWB دفعت مبالغ كبيرة لشركة علياء، وأن هذه المدفوعات وُجهت بدورها إلى النظام العراقي". 
ردًا على تقرير الأمم المتحدة، وافقت الحكومة على لجنة ملكية للتحقيق في الادعاءات، برئاسة القاضي المحترم تيرينس كول كيو سي، وهو قاضي استئناف سابق في المحكمة العليا لنيو ساوث ويلز. واستدعت اللجنة العديد من الأعضاء البارزين في الحكومة إلى المنصة، بمن فيهم رئيس وزراء أستراليا آنذاك جون هوارد، وهو أول رئيس وزراء أسترالي يواجه تحقيقًا قضائيًا منذ أكثر من عشرين عامًا.  تم الانتهاء من تحقيق كول في دور الشركة في الفضيحة ووضعه المدعي العام فيليب رودوك على الطاولة في 27 نوفمبر 2006.  ووجد التحقيق أنه بناءً على إصرار حكومة العراق للديكتاتور صدام حسين، وافقت شركة AWB على دفع "رسوم نقل" تبلغ حوالي 290 مليون دولار أسترالي . اتفقت نتائج كول مع تقرير الأمم المتحدة في إيجاد أن هذه الأموال قد دُفعت، غالبًا بشكل غير مباشر، إلى شركة نقل أردنية، علياء، التي احتفظت بنسبة صغيرة من الرسوم، ودفعت الباقي إلى حكومة صدام. وقد انتهك هذا العقوبات المفروضة على النظام العراقي. وخلصت لجنة تحقيق كول إلى أنه منذ منتصف عام 1999، دخلت شركة AWB عن علم في ترتيب يتضمن دفع رشاوى للحكومة العراقية، من أجل الاحتفاظ بأعمالها.  وقد برأ التحقيق البيروقراطيين الحكوميين والوزراء من ارتكاب أي مخالفات، ومع ذلك، فقد أوصى ببدء الملاحقات الجنائية ضد المسؤولين التنفيذيين السابقين في شركة AWB. 
كما أن هذه الرشاوى تشكل انتهاكا لاتفاقية منظمة التعاون الاقتصادي والتنمية لمكافحة الرشوة .

## التوصيات
أوصت لجنة تحقيق كول بالتحقيق مع اثني عشر شخصًا لارتكابهم جرائم جنائية وجرائم شركات محتملة على خلفية الفضيحة.  وأرادت أن يتم ذلك من خلال "فريق عمل مشترك يضم الشرطة الفيدرالية الأسترالية ، وشرطة فيكتوريا ، وهيئة الأوراق المالية والاستثمارات الأسترالية (ASIC)". 
وأوصى تقرير الأمم المتحدة بتنظيم الطريقة التي تدير بها الأمم المتحدة العديد من البرامج.

## النتائج

### التقاضي
أثارت هذه الفضيحة إدانة دولية ودعوى قضائية. ورغم نجاح الولايات المتحدة في توجيه اتهامات جنائية ضد عدد من المواطنين وغيرهم داخل حدودها،  إلا أن التحقيق الجنائي الأسترالي في قضية AWB أُسقط في النهاية. إلا أن التهم المدنية نجحت.
في 11 يوليو/تموز 2006، طالب مزارعو أمريكا الشمالية بتعويضات قدرها مليار دولار أمريكي من شركة AWB في واشنطن العاصمة ، زاعمين أن مُصدّر القمح الأسترالي استخدم الرشوة وأنشطة فساد أخرى للسيطرة على أسواق الحبوب. وزعم المزارعون أن AWB استخدمت نفس الأساليب لتأمين مبيعات الحبوب في أسواق أخرى في آسيا ودول أخرى في الشرق الأوسط.  رُفضت الدعوى في مارس/آذار 2007. 
شرعت هيئة الأوراق المالية والاستثمارات الأسترالية في العديد من القضايا المدنية ضد ستة من المديرين والمسؤولين السابقين في AWB؛  وقد تم إيقاف بعضها بشروط تتحمل الأطراف تكاليفها الخاصة. قررت ASIC إيقاف الإجراءات بعد تكوين وجهة نظر مفادها أنه لم يعد من المصلحة العامة متابعة مطالباتها. في النهاية تم رفض أخطر اتهامات ASIC ضد تريفور فلوج ، الرئيس السابق لشركة AWB، وبيتر جيري، المدير العام السابق لمجموعة التداول في AWB.  غُرِّم فلوج لاحقًا بمبلغ 50000 دولار ومنع من إدارة شركة لمدة 5 سنوات، لفشله في الاستفسار عن مدفوعات AWB للنظام العراقي. غُرِّم المدير الإداري لشركة AWB في ذلك الوقت، أندرو ليندبرج ، والمدير المالي بول إنجلبي بمبلغ 100000 دولار و40000 دولار ومنع من أدوار المدير لمدة عامين و15 شهرًا على التوالي. 

### التأثير على العلاقات الخارجية
عندما كُشفت الفضيحة، كانت أستراليا جزءًا من تحالف الراغبين في العراق، حيث ساهمت في الإطاحة بحكومة صدام حسين. أثارت الفضيحة قلقًا بالغًا. حاولت الحكومة الأسترالية النأي بنفسها عن شركة AWB، التي أُعيد هيكلتها لتصبح شركة خاصة منذ عام ١٩٩٩. 

### AWB اليوم
أدت الأزمة إلى تراجع كبير في دعم احتكار شركة AWB لبيع القمح الأسترالي. في فبراير 2006، أعربت الحكومة عن استيائها من احتكارها، قائلةً إنه قد يُستخدم كورقة مساومة في مفاوضات التجارة الدولية.  استمر انخفاض سعر سهم AWB، واستحوذت عليه شركة Agrium Inc. في ديسمبر 2010، وشُطب من بورصة الأوراق المالية الأسترالية.

### الأهمية في السياسة الأسترالية
نُشر كتابان حتى الآن حول هذه الفضيحة. الأول من تأليف ستيفن بارتوس بعنوان " ضد التيار" . : فضيحة مجلس القمح الأسترالي وسبب حدوثها .  أما المقال الثاني فكان بعنوان "الرشوة: داخل فضيحة مجلس القمح الأسترالي" للصحفية الأسترالية كارولين أوفيرينغتون . 